# حوزه انتخابیه اول واشینگتن
حوزه انتخابیه اول واشینگتن یک حوزه انتخابیه مجلس نمایندگان آمریکا است که در ایالت واشینگتن قرار دارد.